# Hôtel Thomas Berbisey
Pour les articles homonymes, voir Berbisey.
L'Hôtel Thomas Berbisey est un hôtel particulier de la ville de Dijon situé dans son secteur sauvegardé.

## Histoire
Il est inscrit en partie aux monuments historiques depuis 1928 et partiellement classé depuis 1946.